# 룡성선
룡성선(龍城線)은 평양직할시에 있는 서포역과 동북리역을 연결하는 총연장 15.3km의 철도 노선이다. 간리역으로 우회하는 평라선을 직선으로 잇는다. 평라선의 복선 기능을 수행한다.

## 노선 정보
- 구간과 거리 : 서포역 - 동북리역
- 역 수 : 4개(양단역 포함)
- 궤도 간격 : 1435mm(표준궤)
- 전철화 구간 : 전 구간(직류 3000V)
- 복선 구간 : 없음

## 역사
현재의 구간은 1927년 11월 1일에 평원선 서포역과 사인장역(평성역) 구간의 개통으로 완성되었다. 그 후 평원선이 대부분 평라선에 흡수되고, 간리역에서 분기하여 동북리역을 잇는 신선이 평라선이 되면서 룡성선은 평라선의 지선이 되었다.

## 역목록
- 서포역(西浦驛)
- 룡성역(龍城驛)
- 새동역
- 동북리역(東北里驛)